# Kulanapa (jezična porodica)
Kulanapan (pomoan) je porodica indijanskih jezika iz Kalifornije koja obuhvaća jezike Pomo Indijanaca, nekada podijeljenih u nešto manje od 30 plemena, danas 72. Porodica Kulanapan svrstava se Velikoj porodici Hokan.  Predstavnici su: Balló Kaì Pomo, Batemdikáyi, Búldam Pomo, Chawishek, Choam Chadila Pomo, Chwachamajù, Dápishul Pomo, Eastern People, Erío, Erússi, Gallinoméro, Gualála, Kabinapek, Kaimé, Komácho, Kulá Kai Pomo, Kulanapo, Láma, Misálamagun ili Musakakun, Mitoám Kai Pomo, Poam Pomo, Senel, Shódo Kaí Pomo, Síako, Sokóa, Yokáya Pomo (Yokaia, Ukiah) i Yusâl Pomo (ili Kámalel Pomo). Grupe Kai Pomo, Kastel Pomo i Kato Pomo su Atapaskani koji pripadaju plemenu Kato i govore atapaskanskim jezikom. 

## Jezici
Postoji 7 jezika

## Vanjske poveznice
- Ethnologue (14th)
- Ethnologue (15th)
- Kulanapan Family